# Autobusna linija br. 138 u Zagrebu
Linija 138 (Britanski trg – Zelengaj – Britanski trg) dnevna je autobusna linija u Zagrebu.
Prometuje kao kružna linija na trasi: Britanski trg → Pantovčak → Zelengaj → Ulica Ivana Kukuljevića Sakcinskog → Britanski trg
Povezuje Pantovčak i Zelengaj s Britanskim trgom gdje se ostvaruje presjedanje na tramvaj.

## Vanjske poveznice
- Vozni red linije 138

1. ↑  Datoteke u GTFS formatu. zet.hr. Pristupljeno 5. lipnja 2025. - Sadrži informacije tijela javne vlasti u skladu s Otvorenom dozvolom